# Loxoneura formosae
Loxoneura formosae är en tvåvingeart som beskrevs av Kertesz 1909. Loxoneura formosae ingår i släktet Loxoneura och familjen bredmunsflugor.
Artens utbredningsområde är Taiwan. Inga underarter finns listade i Catalogue of Life.